# Fantasy-Jahr 2016
Übersicht

◄◄ | ◄ | 2012 | 2013 | 2014 | 2015 | Fantasy-Jahr 2016 | 2017 | 2018 | 2019 | 2020 | ►

Weitere Ereignisse

## Ereignisse
- Die Library of Congress stufte Frank Capras zeitloses Meisterwerk In den Fesseln von Shangri-La im National Film Registry als „kulturell, historisch und schöngeistig bedeutsam“ ein
- 30. Fantasy Filmfest 17. August – 18. September 2016 für jeweils eine Woche in den Städten Berlin, Nürnberg, Frankfurt, Hamburg, Köln, Stuttgart und München